# Kapela svetega Florjana, Beznovci
Kapela je v kraju Beznovci, spada v župnijo Cankova, ter občino Cankova.

## O kapeli
Novo kapelo svetega Florjana v Beznovcih je blagoslovil 21. maja 1995 dr. Stanko Ojnik, kot zastopnik mariborskega škofa. Kapela stoji na vaškem zemljišču in je last vaščanov vasi Beznovci. Pravno torej ne pripada niti evangeličanski cerkveni občini v Bodoncih, niti katoliškemu župnijskemu uradu na Cankovi. Duhovniki ene in druge veroizpovedi ali oboji skupaj pa dajelo vernikom duhovne usluge, kadar jih vaščani prosijo in v kolikor bodo duhovniki zmogli. 
Kapelo so gradili vsi vaščani s pomočjo prostovoljnih darov vaščanov in prebivalcev okoliških vasi ter dobrotnikov od drugod. Enako velja tudi za zvon, ki tehta 200 kilogramov in je na električni pogon. Kapela, ki je zidana iz opeke, meri 6 krat 4 m. Znotraj ima prenosni oltar in poslikane stene. Zvonik je visok 14 m in je pokrit s pločevino. Katoliška »buča« s slovesno sveto mašo je vsako leto na drugo nedeljo v mesecu juniju.